# Castillo de Châtillon-Coligny
El Castillo de Châtillon-Coligny (en francés : Château de Châtillon-Coligny) es un castillo con parque diseñado por Le Nôtre, orangerie y jardín botánico, con una superficie de 38 hectáreas, en Châtillon-Coligny, Francia.
El edificio está inscrito en los "Monuments Historiques" (Monumentos Históricos de Francia) y está catalogado en la "base Mérimée", base de bienes del patrimonio arquitectónico francés del ministerio de Cultura de Francia.
El edificio está situado en el interior del perímetro de Valle del Loira inscrito como Patrimonio de la Humanidad de la UNESCO.

## Localización
El castillo de Coligny se encuentra entre el bosque y la localidad en el valle del Loing.
Château de Châtillon-Coligny Code Postal 45230 Châtillon-Coligny, Département Loiret, Centre-Val de Loire, France-Francia. 
Planos y vistas satelitales, 47°49′25″N 2°50′50″E / 47.82361, 2.84722
Está abierto algunos días del año y se cobra una tarifa de entrada.

## Historia
El castillo está construido sobre una meseta que domina el río Milleron, afluente del Loing; en el año 1059 Châtillon era un castrum en manos de los condes de Blois y tenía una sencilla torre de madera (Castri Castellionis alrededor de 1120). En 1143 fue destruida por Luis VII de Francia y la familia Châtillon se extingue. A mediados del siglo XII, el conjunto pasa a la familia Champagne; la torre del homenaje fue construida en 1180 por Etienne I de Sancerre y la Colegiata de Saint-Pierre es fundada en 1209. De esta antigua fortaleza feudal del siglo XII solo permanece actualmente la torre de vigilancia de 15,5 m de diámetro y 26 m de alto.
El primer castillo feudal fue construido por Étienne de Champagne en 1359 (que sería destruido durante la Guerra de los Cien Años), dicha fortificación fue obra de Nicolas Braque en 1376 con las murallas, puertas y torres.
En 1437, Châtillon entra en la Casa de Coligny (natural de Bresse) por el matrimonio de Guillaume de Coligny con la heredera de Lourdin de Salligny, a su vez heredera de Braque. En 1464, Jean III de Coligny, el hijo mayor de Guillermo II, se estableció en Châtillon-sur-Loing e hizo construir las tres grandes terrazas. Durante el siglo XVI se agrega un castillo renacentista al castillo medieval; todo lo que queda de los edificios destruidos entre 1799 y 1800 es tan solo la orangerie y un pozo tallado en piedra atribuido a Jean Goujon. Durante las guerras religiosas, el almirante Gaspard II de Coligny lo fortifica de nuevo.
Gaspard I de Coligny, mariscal de Francia, tuvo tres hijos. Los tres eran famosos: Odet, cardenal nombrado a los 16 años; Gaspar de Coligny, señor de Châtillon y almirante de Francia; y François d'Andelot. Los tres se unieron a la Reforma protestante y participaron activamente en las guerras de religión. Se dijo del almirante de Coligny que había llegado a ser muy influyente con Carlos IX, pero fue asesinado durante la noche San Bartolomé (24 de agosto de 1572). Sus restos no fueron sepultados definitivamente en Châtillon hasta 1851, en el único vestigio de lo que quedaba del castillo donde había nacido.
La viuda de Gaspard IV, Isabelle Angelique Montmorency (ahora duquesa de Mecklemburgo por su nuevo matrimonio con Cristián Luis I de Mecklemburgo-Schwerin), después de hacerse definitivamente dueña de la casa solariega de Châtillon en 1666 la transmitió a la casa de Montmorency-Luxemburgo cuando  murió su última representante en 1861. Fue ella quien erradicó el protestantismo en Châtillon. En 1854, el último duque de los Coligny, Charles-Emmanuel Sigismond de Montmorency-Luxembourg, construyó el palacio actual en el pabellón de entrada del patio del antiguo castillo renacentista.

## Parque del castillo de Coligny
El "Petit château" del siglo XIX domina sobre la primera de las terrazas construidas por Gaspar de Coligny en 1560, la cual da acceso a la orangerie, una de las primeras y más bellas de las orangeries construidas en la Francia del siglo XVIː una hermosa hilera de 9 arcadas de 120 m de largo, donde crecen Pelargonium, Philodendron, palmeras, etc. Esta última domina a su vez sobre el río Milleron canalizado.
Delante de la "orangerie" se extiende una vasta zona de hierba donde hubo un jardín à la française y se puede vislumbrar el antiguo diseño del parque que hizo André Le Nôtre. Actualmente es un jardín à la anglaise rodeado de parque arbolado de 38 hectáreas ceñidos por 3,5 kilómetros de muros. Los senderos bordeados de boj y frutales de iris y grandes árboles majestuosos (tilos, cedros, hayas, fresnos, robles, carpes), etc. con el correspondiente sotobosque, donde se pueden observar narcisos, Primula elatior, Anemone ranunculoides, Scilla bifolia, ciclamenes o azafranes según las estaciones del año.